# Вестпорт (Оклахома)
Вестпорт (англ. Westport) — місто (англ. town) в США, в окрузі Поні штату Оклахома. Населення — 448 осіб (2020).

## Географія
Вестпорт розташований за координатами 36°11′36″ пн. ш. 96°20′14″ зх. д. / 36.19333° пн. ш. 96.33722° зх. д. (36.193353, -96.337137).  За даними Бюро перепису населення США в 2010 році місто мало площу 22,38 км², з яких 11,48 км² — суходіл та 10,90 км² — водойми.

## Демографія
Згідно з переписом 2010 року, у місті мешкало 298 осіб у 132 домогосподарствах у складі 104 родин. Густота населення становила 13 особи/км².  Було 153 помешкання (7/км²).
Расовий склад населення:
| - 93,6 % — білих - 2,3 % — корінних американців - 0,7 % — чорних або афроамериканців |

До двох чи більше рас належало 3,4 %. Частка іспаномовних становила 1,0 % від усіх жителів.
За віковим діапазоном населення розподілялося таким чином: 13,8 % — особи молодші 18 років, 62,4 % — особи у віці 18—64 років, 23,8 % — особи у віці 65 років та старші. Медіана віку мешканця становила 52,7 року. На 100 осіб жіночої статі у місті припадало 109,9 чоловіків;  на 100 жінок у віці від 18 років та старших — 110,7 чоловіків також старших 18 років.
Середній дохід на одне домашнє господарство  становив 75 112 долари США (медіана — 62 708), а середній дохід на одну сім'ю — 78 719 доларів (медіана — 68 125). За межею бідності перебувало 1,1 % осіб, у тому числі 0,0 % дітей у віці до 18 років та 2,0 % осіб у віці 65 років та старших.
Цивільне працевлаштоване населення становило 232 особи. Основні галузі зайнятості: транспорт — 15,1 %, освіта, охорона здоров'я та соціальна допомога — 13,8 %, будівництво — 12,9 %.